# Roberto Sensini
Roberto Néstor Sensini (General Lagos, Santa Fe, 12 de octubre de 1966) es un exfutbolista y actual entrenador argentino. 
Debutó profesionalmente en Newell's Old Boys y formó parte de la Selección argentina en varias Copas del Mundo.

## Trayectoria
Roberto Néstor Sensini (12 de octubre de 1966, General Lagos, Santa Fe) es un exfutbolista profesional. Debutó en Newell's Old Boys de Rosario y tuvo su paso por la selección Argentina. 

### Como futbolista

#### Newell's Old Boys
Inició su carrera profesional en Argentina en el Club Atlético Newell's Old Boys, donde se desempeñó como defensor, y donde militó desde 1986 hasta 1989.
Convirtió su primer gol el 29 de noviembre de 1987 enfrentando a Argentinos Juniors. Al año siguiente se consagraría campeón del Campeonato de Primera División 1987-1988.

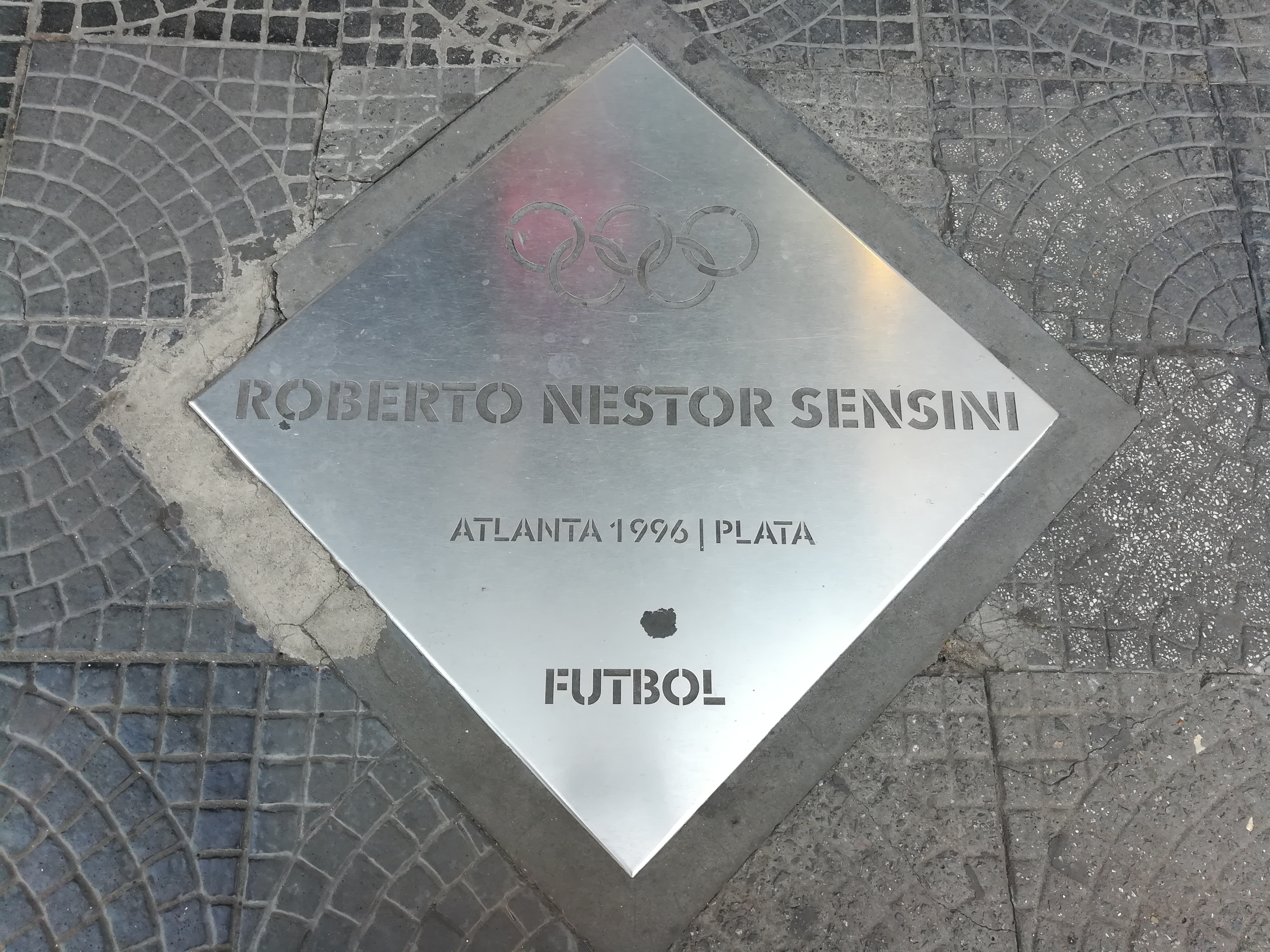
Placa homenaje a Sensini en el Paseo de los Olímpicos de Rosario.

Aquel plantel es recordado no solo por el campeonato obtenido, sino también por haber estado conformado solo con futbolistas provenientes exclusivamente de las categorías inferiores, hecho único en el fútbol argentino, y pocas veces acontecido en el fútbol mundial.

#### Transferencia a Italia
Integró también el plantel de Newell's Old Boys que disputó la Copa Libertadores de 1988, en la cual el conjunto rojinegro alcanzó la instancia final en la que cayó ante Nacional de Montevideo por un resultado global de 3 a 1.
Posteriormente emigró a Europa, específicamente a Italia, para incorporarse al Udinese, en su primera temporada en el Calcio (89/90) le tocó descender a Serie B. Tras dos temporadas en la segunda categoría del fútbol italiano consiguió el ascenso a Serie A, siendo subcampeón de la división.
Luego de su retorno a la máxima categoría del Calcio, Sensini jugó otras dos temporadas en Udinese, y posteriormente fue transferido al Parma, donde militó por 6 temporadas y donde consiguió dos Copas UEFA y una Copa Italia.
Su éxito en el Parma, lo catapultó a la ciudad de Roma, más precisamente a Lazio. Allí permaneció dos temporadas y se consagró campeón de la Serie A.
En la temporada 2001-2002, vistió nuevamente la camiseta de Parma y obtuvo su segunda Copa Italia. Entre 2002 y 2005 defendió nuevamente los colores de Udinese, club del cual es ídolo y en el que se retiró.

### Como entrenador
En el año 2006 Sensini finalizó su carrera como futbolista nuevamente en el club Udinese, para posteriormente hacerse cargo de la Dirección Técnica de dicho club.
Desde diciembre de 2007 a septiembre de 2008, se desempeñó como entrenador de Estudiantes de La Plata.
Dirigió a Newell's Old Boys, cargo en el que ha sucedido a Fernando Gamboa. En su primer partido oficial obtuvo un 3-0 favorable frente a Gimnasia y Esgrima de La Plata.
Tras un irregular torneo Clausura 2009, Newell's peleó el último campeonato Apertura 2009 argentino siendo uno de los líderes faltando 1 fecha. A mitad del 2010 surgió la posibilidad de que se vaya a dirigir al Parma, la cual fue desestimada por el entrenador que argumento que había mucho para hacer en Newell's y el quería ser parte de eso. En el equipo rosarino rompió varios récords, como el de 6 victorias seguidas, o los partidos sin perder, y lo volvió a clasificar a copas internacionales. El 10 de abril de 2011 renunció a su cargo por malos resultados, habiendo permanecido más de 2 años en la institución como DT.
El 16 de marzo de 2013, tras haber perdido con San Lorenzo de Almagro en condición de local, deja su cargo como DT de Colón.
El 18 de julio de 2014, fue presentado oficialmente como entrenador de Atlético de Rafaela. Su debut se produjo 4 días más tarde, en la victoria 4-2 por penales frente a Olimpo, luego de igualar 0-0 en los 90 minutos iniciales, por los dieciseisavos de final de la Copa Argentina.
Luego de 5 años alejado de los banquillos, el 20 de diciembre de 2020 se confirma su arribo a Chile, para dirigir a Everton, equipo de la ciudad de Viña del Mar. Logra en su primera temporada, mantener fuera del descenso al cuadro ruletero, mientras que en la siguiente lleva a Everton a la final de la Copa Chile 2021, siendo subcampeón del torneo.

## Selección nacional
Con la selección de fútbol de Argentina disputó 3 Mundiales: Italia 1990, EE. UU. 1994 y Francia 1998. 
En la Final de la Copa Mundial de Fútbol de 1990 sufrió de primera mano el polémico arbitraje de Edgardo Codesal, que sancionó con penal una falta suya (reconocida posteriormente) en el minuto 84, que a la postre significó el único gol del partido para Alemania.

### Participaciones en Copas del Mundo
| Mundial           | Sede           | Resultado        | Partidos | Goles |
| ----------------- | -------------- | ---------------- | -------- | ----- |
| Copa Mundial 1990 | Italia         | Subcampeón       | 2        | 0     |
| Copa Mundial 1994 | Estados Unidos | Octavos de final | 3        | 0     |
| Copa Mundial 1998 | Francia        | Cuartos de final | 3        | 0     |

## Estadísticas

### Como futbolista

#### Clubes
| Club | Div.                | Temporada           | Liga  | Liga  | Copas Nacionales(1) | Copas Nacionales(1) | Copas Internacionales(2) | Copas Internacionales(2) | Total | Total | Media goleadora(3) |
| Club | Div.                | Temporada           | Part. | Goles | Part.               | Goles               | Part.                    | Goles                    | Part. | Goles | Media goleadora(3) |
| --- | ------------------- | ------------------- | ----- | ----- | ------------------- | ------------------- | ------------------------ | ------------------------ | ----- | ----- | ------------------ |
| Newell's Old Boys Argentina |                     |                     |       |       |                     |                     |                          |                          |       |       |                    |
| 1.ª | 1986/87             | 10                  | 0     | -     | -                   | -                   | -                        | 10                       | 0     | 0,00  |                    |
| 1.ª | 1987/88             | 38                  | 2     | -     | -                   | -                   | -                        | 38                       | 2     | 0,05  |                    |
| 1.ª | 1988/89             | 26                  | 0     | -     | -                   | 15                  | 0                        | 41                       | 0     | 0,00  |                    |
| Total | Total               | Total               | 74    | 2     | -                   | -                   | 15                       | 0                        | 89    | 2     | 0,02               |
| Udinese Calcio · Italia |                     |                     |       |       |                     |                     |                          |                          |       |       |                    |
| 1.ª | 1989/90             | 33                  | 2     | 1     | 0                   | -                   | -                        | 34                       | 2     | 0,05  |                    |
| 2.ª | 1990-91             | 36                  | 4     | -     | -                   | -                   | -                        | 36                       | 4     | 0,11  |                    |
| 2.ª | 1991-92             | 36                  | 2     | 2     | 0                   | -                   | -                        | 38                       | 2     | 0,05  |                    |
| 1.ª | 1992/93             | 33                  | 1     | 1     | 0                   | -                   | -                        | 34                       | 1     | 0,02  |                    |
| 1.ª | 1993/94             | 11                  | 0     | 2     | 0                   | -                   | -                        | 13                       | 0     | 0,00  |                    |
| 1.ª | 2002/03             | 31                  | 3     | 1     | 0                   | -                   | -                        | 32                       | 3     | 0,09  |                    |
| 1.ª | 2003/04             | 25                  | 2     | -     | -                   | 1                   | 0                        | 26                       | 2     | 0,07  |                    |
| 1.ª | 2004/05             | 21                  | 1     | 3     | 0                   | -                   | -                        | 24                       | 11    | 0,04  |                    |
| 1.ª | 2005/06             | 15                  | 1     | -     | -                   | 5                   | 0                        | 20                       | 1     | 0,05  |                    |
| Total | Total               | Total               | 241   | 16    | 10                  | 0                   | 6                        | 0                        | 257   | 16    | 0,06               |
| Parma · Italia |                     |                     |       |       |                     |                     |                          |                          |       |       |                    |
| 1.ª | 1993/94             | 20                  | 0     | 6     | 0                   | 7                   | 2                        | 33                       | 2     | 0,06  |                    |
| 1.ª | 1994/95             | 23                  | 2     | 8     | 1                   | 10                  | 0                        | 41                       | 3     | 0,07  |                    |
| 1.ª | 1995/96             | 31                  | 2     | 2     | 0                   | 6                   | 0                        | 39                       | 2     | 0,05  |                    |
| 1.ª | 1996/97             | 31                  | 1     | -     | -                   | 2                   | 0                        | 33                       | 1     | 0,03  |                    |
| 1.ª | 1997/98             | 24                  | 5     | 3     | 0                   | 6                   | 3                        | 33                       | 8     | 0,24  |                    |
| 1.ª | 1998/99             | 26                  | 1     | 8     | 0                   | 10                  | 0                        | 44                       | 1     | 0,02  |                    |
| 1.ª | 2000/01             | 19                  | 0     | 4     | 0                   | -                   | -                        | 23                       | 0     | 0,00  |                    |
| 1.ª | 2001/02             | 16                  | 0     | 3     | 0                   | 6                   | 1                        | 25                       | 1     | 0,04  |                    |
| Total | Total               | Total               | 190   | 11    | 34                  | 1                   | 47                       | 6                        | 271   | 18    | 0,06               |
| SS Lazio · Italia |                     |                     |       |       |                     |                     |                          |                          |       |       |                    |
| 1.ª | 1999/00             | 23                  | 1     | 2     | 0                   | 7                   | 0                        | 32                       | 1     | 0,03  |                    |
| 1.ª | 2000/01             | 1                   | 0     | 3     | 1                   | 3                   | 0                        | 7                        | 1     | 0,14  |                    |
| Total | Total               | Total               | 24    | 1     | 5                   | 1                   | 10                       | 0                        | 39    | 2     | 0,05               |
| Total en su carrera | Total en su carrera | Total en su carrera | 529   | 30    | 49                  | 2                   | 78                       | 6                        | 656   | 38    | 0,05               |
| (1) Las copas nacionales se refiere a la Coppa Italia (1989-/90, 1991/92, 1992/93, 1993/94, 1994/95, 1995/96, 1997/98, 1998/99, 1999/00, 2000/01, 2001/02, 2002/03, 2004/05), Supercoppa Italia (1995, 2000). (1) Las copas internacionales se refiere a la Copa Libertadores (1988), Supercopa de Europa (1993), Recopa de Europa (1993/94, 1995/96), Liga Europa de la UEFA (1994/95, 1996/97, 1998/99, 2001/02, 2003/04), Liga de Campeones de la UEFA (1997/98, 1997/98, 1999/00, 2000/01, 2005/06). |                     |                     |       |       |                     |                     |                          |                          |       |       |                    |

#### Selección nacional
| Selección            | Año                  | Amistoso | Amistoso | Copa América | Copa América | Eliminatorias | Eliminatorias | Mundial | Mundial | JJ.OO. | JJ.OO. | Total | Total |
| Selección            | Año                  | PJ       | G        | PJ           | G            | PJ            | G             | PJ      | G       | PJ     | G      | PJ    | G     |
| -------------------- | -------------------- | -------- | -------- | ------------ | ------------ | ------------- | ------------- | ------- | ------- | ------ | ------ | ----- | ----- |
| Olímpica Argentina   | 1996                 | 0        | -        | -            | -            | -             | -             | -       | -       | 5      | 0      | 5     | 0     |
| Olímpica Argentina   | Total                | 0        | 0        | 0            | -            | -             | -             | -       | -       | 5      | 0      | 5     | 0     |
| Absoluta Argentina   | 1987                 | 1        | 0        | -            | -            | -             | -             | -       | -       | -      | -      | 1     | 0     |
| Absoluta Argentina   | 1988                 | 2        | 0        | -            | -            | -             | -             | -       | -       | -      | -      | 2     | 0     |
| Absoluta Argentina   | 1989                 | 2        | 0        | 7            | 0            | -             | -             | -       | -       | -      | -      | 9     | 0     |
| Absoluta Argentina   | 1990                 | 4        | 0        | -            | -            | -             | -             | 2       | 0       | -      | -      | 6     | 0     |
| Absoluta Argentina   | 1994                 | 4        | 0        | -            | -            | -             | -             | 3       | 0       | -      | -      | 7     | 0     |
| Absoluta Argentina   | 1995                 | 1        | 0        | -            | -            | -             | -             | -       | -       | -      | -      | 1     | 0     |
| Absoluta Argentina   | 1996                 | 1        | 0        | -            | -            | 3             | 0             | -       | -       | -      | -      | 4     | 0     |
| Absoluta Argentina   | 1997                 | 0        | -        | -            | -            | 9             | 0             | -       | -       | -      | -      | 9     | 0     |
| Absoluta Argentina   | 1998                 | 6        | 0        | -            | -            | -             | -             | 3       | 0       | -      | -      | 9     | 0     |
| Absoluta Argentina   | 1999                 | 3        | 0        | -            | -            | -             | -             | -       | -       | -      | -      | 3     | 0     |
| Absoluta Argentina   | 2000                 | 3        | 0        | -            | -            | 6             | 0             | -       | -       | -      | -      | 9     | 0     |
| Total                | Total                | 27       | 0        | 7            | 0            | 18            | 0             | 8       | 0       | -      | -      | 60    | 0     |
| Total en Selecciones | Total en Selecciones | 27       | 0        | 7            | 0            | 18            | 0             | 8       | 0       | 5      | 0      | 65    | 0     |

### Resumen estadístico
| Competición             | Part. | Goles |
| ----------------------- | ----- | ----- |
| Liga                    | 529   | 30    |
| Copas nacionales        | 49    | 2     |
| Torneos internacionales | 78    | 6     |
| Selección Argentina     | 65    | 0     |
| Total                   | 721   | 38    |

### Estadísticas como entrenador
- Actualizado al 4 de diciembre de 2021. Incluye datos en Copa Libertadores, Copa Sudamericana, Copa Argentina y Copa Chile.

| Club                          | Torneo            | Estadísticas | Estadísticas | Estadísticas | Estadísticas | Estadísticas | Estadísticas | Estadísticas | Estadísticas | Estadísticas |
| Club                          | Torneo            | PJ           | G            | E            | P            | GF           | GC           | DG           | Efectividad  |              |
| ----------------------------- | ----------------- | ------------ | ------------ | ------------ | ------------ | ------------ | ------------ | ------------ | ------------ | ------------ |
| Udinese* · Italia             | 2005/06           | 8            | 4            | 3            | 1            | 12           | 5            | +7           | 62.5%        |              |
| Udinese* · Italia             | Total             | 8            | 4            | 3            | 1            | 12           | 5            | +7           | 62.5%        |              |
| Estudiantes Argentina         | 2007/08           | 19           | 11           | 6            | 2            | 29           | 16           | +13          | 68.42%       |              |
| Estudiantes Argentina         | Libertadores 2008 | 8            | 4            | 2            | 2            | 11           | 8            | +3           | 58.33%       |              |
| Estudiantes Argentina         | 2008/09           | 6            | 1            | 2            | 3            | 7            | 10           | -3           | 27.78%       |              |
| Estudiantes Argentina         | Sudamericana 2008 | 2            | 1            | 0            | 1            | 3            | 3            | 0            | 50%          |              |
| Estudiantes Argentina         | Total             | 35           | 17           | 10           | 8            | 50           | 37           | +13          | 58.09%       |              |
| Newell´s Old Boys Argentina   | 2008/09           | 19           | 5            | 9            | 5            | 22           | 21           | +1           | 42.11%       |              |
| Newell´s Old Boys Argentina   | 2009/10           | 38           | 20           | 9            | 9            | 58           | 33           | +25          | 60.52%       |              |
| Newell´s Old Boys Argentina   | Libertadores 2010 | 2            | 0            | 1            | 1            | 1            | 2            | -1           | 16.67%       |              |
| Newell´s Old Boys Argentina   | 2010/11           | 28           | 7            | 10           | 11           | 22           | 31           | -9           | 36.9%        |              |
| Newell´s Old Boys Argentina   | Sudamericana 2010 | 6            | 2            | 2            | 2            | 8            | 4            | +4           | 44.44%       |              |
| Newell´s Old Boys Argentina   | Total             | 93           | 34           | 31           | 28           | 111          | 91           | +20          | 47.67%       |              |
| Colón Argentina               | 2011/12           | 17           | 7            | 7            | 3            | 24           | 16           | +8           | 54.91%       |              |
| Colón Argentina               | CA 2011/12        | 1            | 0            | 0            | 1            | 0            | 1            | -1           | 0%           |              |
| Colón Argentina               | 2012/13           | 25           | 6            | 10           | 9            | 32           | 37           | -5           | 37.33%       |              |
| Colón Argentina               | CA 2012/13        | 1            | 0            | 0            | 1            | 1            | 2            | -1           | 0%           |              |
| Colón Argentina               | Sudamericana 2012 | 4            | 2            | 0            | 2            | 7            | 6            | +1           | 50%          |              |
| Colón Argentina               | Total             | 48           | 15           | 17           | 16           | 64           | 62           | +2           | 43.06%       |              |
| Atlético de Rafaela Argentina | 2014              | 19           | 7            | 4            | 8            | 24           | 28           | -4           | 43.86%       |              |
| Atlético de Rafaela Argentina | CA 2013/14        | 4            | 2            | 1            | 1            | 3            | 3            | 0            | 58.33%       |              |
| Atlético de Rafaela Argentina | 2015              | 6            | 0            | 2            | 4            | 4            | 11           | -7           | 11.11%       |              |
| Atlético de Rafaela Argentina | Total             | 29           | 9            | 7            | 13           | 31           | 42           | -11          | 39.08%       |              |
| Everton · Chile               | 2020              | 9            | 3            | 3            | 3            | 7            | 10           | -3           | 44.44%       |              |
| Everton · Chile               | 2021              | 32           | 10           | 9            | 13           | 29           | 35           | -6           | 40.63%       |              |
| Everton · Chile               | Copa Chile 2021   | 9            | 4            | 4            | 1            | 10           | 5            | +5           | 59.25%       |              |
| Everton · Chile               | Total             | 50           | 17           | 16           | 17           | 46           | 50           | -4           | 44.67%       |              |
| Total                         | Total             | 263          | 96           | 84           | 83           | 311          | 282          | +29          | 47.15%       |              |

- Dupla interina con Loris Dominissini.

## Palmarés

### Como jugador

#### Campeonatos nacionales
| Título              | Equipo            | País      | Año  |
| ------------------- | ----------------- | --------- | ---- |
| Primera División    | Newell's Old Boys | Argentina | 1988 |
| Copa Italia         | Parma             | Italia    | 1999 |
| Serie A             | Lazio             | Italia    | 2000 |
| Copa Italia         | Lazio             | Italia    | 2000 |
| Supercopa de Italia | Lazio             | Italia    | 2000 |
| Copa Italia         | Parma             | Italia    | 2002 |

#### Copas internacionales
| Título              | Equipo                       | País    | Temporada |
| ------------------- | ---------------------------- | ------- | --------- |
| Supercopa de Europa | Parma                        | Italia  | 1993      |
| Copa de la UEFA     | Parma                        | Italia  | 1995      |
| Juegos Olímpicos    | Selección Argentina (Sub-23) | Atlanta | 1996      |
| Copa de la UEFA     | Parma                        | Rusia   | 1999      |